# Neritos drucei
Neritos drucei är en fjärilsart som beskrevs av Rothschild 1909. Neritos drucei ingår i släktet Neritos och familjen björnspinnare. Inga underarter finns listade i Catalogue of Life.